# Renan Caetano Rodrigues Tiburcio
Ciclo de predefinições detetado: Predefinição:Infobox futebolista
Renan Caetano Rodrigues Tiburcio, mais conhecido como Renan Caetano ou Caeta (Brasília, 17 de julho de 2003) é um futebolista brasileiro que atua como lateral-direito. Atualmente defende o Centro-Oeste, por empréstimo do Brasiliense.

## Carreira
Renan Caetano iniciou sua trajetória nas categorias de base do projeto 50 Leste, vinculado ao Gama, no Distrito Federal. Posteriormente, passou por equipes como BNT, Ceilândia, Gama, Samambaia, Ceilandense e Brasiliense.
Em 2023, foi contratado pelo Brasiliense e, no mesmo ano, emprestado ao Ceilandense para a disputa da Segunda Divisão do Campeonato Brasiliense. Em 2024, retornou ao Brasiliense, e no meio de 2025 foi emprestado ao Centro-Oeste para a disputa da Divisão de Acesso do Campeonato Goiano.

### Categorias de base
Pelas categorias de base, disputou torneios importantes como:
- Copa do Brasil Sub-17
- Campeonato Brasiliense Sub-17
- Copa Brasília Sub-17 – Campeão
- Torneio Internacional de Gonfreville (França) – com a equipe Team Sports Xp
- Copa PSTC Sub-17 – Campeão
- Copa Abecat Sub-15 – Campeão
- Copa WM - MG Sub-17 – Campeão
- Copa Itumbiara - GO Sub-17 – Campeão

## Títulos
- Copa Brasília Sub-17 – Campeão
- Copa PSTC Sub-17 – Campeão
- Copa Abecat Sub-15 – Campeão
- Copa WM-MG Sub-17 – Campeão
- Copa Itumbiara-GO Sub-17 – Campeão
- Candangão Sub-20 (2022) – Campeão pelo Ceilândia
- Candangão Série B (2022 e 2023) – Bicampeão pelo Samambaia

## Prêmios individuais
- Melhor lateral-direito do Candangão Sub-20 2022
- Melhor lateral-direito do Candangão Série B 2022
- Melhor lateral-direito do Candangão Série B 2023

## Estatísticas
Predefinição:Início tabela
Predefinição:Cabeçalho estatísticas futebol
Predefinição:Estatísticas futebol linha
Predefinição:Estatísticas futebol linha
Predefinição:Estatísticas futebol linha
Predefinição:Rodapé estatísticas futebol
Predefinição:Fim tabela